# الجامعة الدولية الكلاسيكية
الجامعة الدولية الكلاسيكية مؤسسة تعليم عالي أوكرانية، (بالأوكرانية: Міжнародний класичний університет імені Пилипа Орлика) هي جامعة تقع في ميكولايف أوبلاست، أوكرانيا. تأسست هذه الجامعة في سنة 2012